# Elli

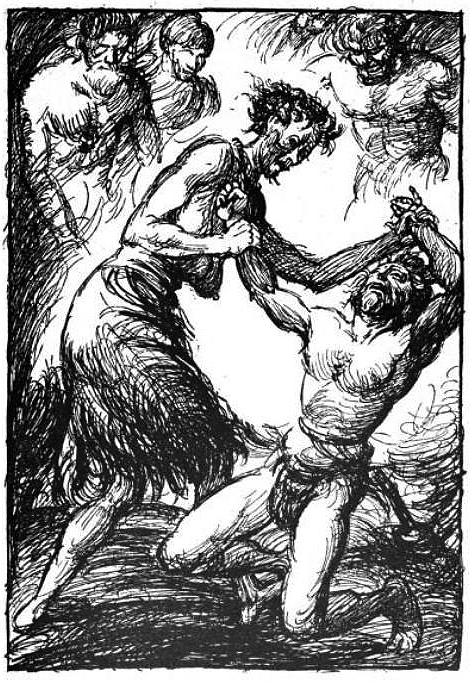
Ilustración de Elli y Thor luchando; realizada por Robert Engels en 1919.

En la mitología nórdica, Elli o Elle es la personificación de la vejez. Derrotó a Thor en una competencia de lucha.
La historia del combate es relatado por Snorri Sturluson en Gylfaginning, en la Edda prosaica. Thor y sus compañeros de viaje Loki y Þjálfi se encuentran en el salón del gigante Útgarða-Loki donde son invitados a competir en difíciles pruebas, para medir sus fuerzas y habilidades. Thor quien ya había sido humillado en una competencia de beber, desea tener otra oportunidad.

Entonces dijo Thor: 'Pequeño me has llamado, deja que alguien venga y  luche conmigo; ahora estoy enfadado.' Entonces Útgarda-Loki respondió, mirando sobre él en los bancos, y habló: 'No veo un hombre aquí que no considere una deshonra luchar contigo;' y aún más, dijo: 'Déjanos ver; deja que la vieja mujer que me crio sea llamada aquí, Elli, y dejemos que Thor luche con ella si desea. Ella ha derribado a hombres que me parecían no menos fuertes que Thor.' Directamente llegó al salón una vieja mujer asolada por los años. Luego  Útgarda-Loki le dijo que debía forcejear con Ása-Thor. No hay necesidad de extenderse en ello: esa lucha sucedió de tal manera que el fuerte Thor cuanto más forcejeaba aún, más fuerte ella se erguía; luego la vieja mujer probó a sujetarlo, y entonces Thor estuvo a punto de perder el equilibrio, y sus forcejeos fueron más fuertes. Aun así no demoró mucho en que Thor cayera en una rodilla, en un pie. Entonces Útgarda-Loki acudió oportunamente, diciendo que Thor no necesitaba desafiar a más hombres de su guardia en lucha.
Edda prosaica, Gylfaginning capítulo 46

Más tarde, cuando Thor y sus compañeros se encuentran a salvo, fuera del salón de Útgarða-Loki, el gigante explica que la oponente de Thor era mucho más formidable que lo que parecía y que el poder de Thor, de hecho era asombroso.

Fue una gran maravilla respecto a la competencia de lucha, cuando tu resististe tanto; y no caíste más que en solo una rodilla, luchando con Elli; ya que nadie ha habido ni habrá, que al llegar a viejo soporte "la vejez" tanto como para que un día no le haga caer.
Edda prosaica, Gylfaginning capítulo 47

La historia de la visita de Thor a Útgarða-Loki es relatada solamente en la Edda prosaica e inusualmente, Snorri no cita a ningún antiguo poema de donde se relate el mito. Las fuentes de su historia son desconocidas y se ha sugerido que probablemente haya sido un mito compuesto por él mismo.
Elli no es mencionada en ninguna otra fuente pero la noción de que ni siquiera los dioses son inmunes a los efectos del envejecimiento está sostenido por el hecho de que debían consumir las manzanas de Iðunn de forma regular para permanecer jóvenes.